# س. فيريس وايت
س. فيريس وايت (بالإنجليزية: C. Ferris White)‏ هو مهندس معماري أمريكي، ولد في 22 أغسطس 1867، وتوفي في 28 أغسطس 1932.